# Нага (Филиппины)
Нага (бикол. Ciudad nin Naga, Maogmang Naga; филип. Lungsod ng Naga; англ. Naga City) — независимый компонентный город на Филиппинах, расположенный в провинции Камаринес-Сур в регионе Бикол на острове Лусон. Город является важным торговым, образовательным и религиозным центром региона Бикол.

## География
Нага расположен на юго-востоке острова Лусон, вдоль реки Бикол, к югу от залива Сан-Мигель. Город занимает площадь 77,40 квадратных километра (29,88 квадратных миль), что составляет 1,40 % от общей площади провинции Камаринес-Сур. Несмотря на то, что Нага является континентальным городом, он находится в прибрежной провинции.
На территории города находится гора Исарог, объявленная национальным парком и заповедником для различных видов исчезающих животных. Город расположен вокруг извилистой и исторической реки Нага.

## Население
По данным переписи 2020 года, население города составляет 209 170 человек, распределённых по 27 барангаям. В 2022 году в городе было зарегистрировано 117 481 избирателей.

## История

### Доколониальный период
До прихода испанцев территория современной Наги была населена местными племенами, которые создали процветающее поселение.

### Испанский период
Город был основан в 1573 году (по некоторым источникам в 1575 году) по приказу испанского генерал-губернатора Франсиско де Санде. Первоначально город назывался Нуэва-Касерес (исп. Nueva Cáceres) в честь города Касерес в испанской провинции Эстремадура.
Нуэва-Касерес был одним из испанских королевских городов в Испанской Ост-Индии наряду с Манилой, Себу и Илоило, исторически являясь третьим по старшинству. Город стал резиденцией архиепископства Касерес, одного из старейших епископств на Филиппинах.

### Современный период
После обретения Филиппинами независимости город был переименован в Нагу. В настоящее время Нага является независимым компонентным городом, то есть административно независим от провинции Камаринес-Сур, но географически расположен в её пределах.

## Экономика
Нага является экономическим центром провинции Камаринес-Сур и ядром организованной агломерации Метро Нага. Город неоднократно признавался самым конкурентоспособным независимым компонентным городом Филиппин:
- 2015—2016 годы
- 2021—2024 годы

В 2024 году Нага в четвёртый раз подряд получил титул самого конкурентоспособного компонентного города Филиппин и вернул себе статус города первого класса.
Экономика города серьёзно пострадала от пандемии COVID-19 в середине 2020 года — по оценкам, активы сократились примерно на 4 %, а неопределённое количество малых и средних предприятий закрылось. Во втором квартале 2021 года несколько предприятий в городе вновь открылись, и с 2021 года город переживает устойчивое экономическое улучшение и рост.
Центр города (обычно называемый «Centro») расположен в южной части Наги.

## Религия и культура
Нага является важным религиозным центром региона Бикол. Город служит резиденцией архиепископства Касерес. Каждый сентябрь в городе проводится фестиваль в честь Богоматери Пеньяфранской (исп. Nuestra Señora de Peñafrancia), покровительницы региона Бикол. Это один из крупнейших марианских фестивалей на Филиппинах, который привлекает паломников со всей страны.

## Образование
Нага является образовательным центром региона Бикол, в городе расположены многочисленные высшие учебные заведения и школы.

## Транспорт
Город является важным транспортным узлом региона. Планируется строительство скоростной автомагистрали Камаринес-Сур, которая поможет разгрузить проспект Роксас.

## Административное деление
Город состоит из 27 барангаев (наименьших административных единиц на Филиппинах).